# بريط
البريط (الاسم العلمي: Dipcadi) هو جنس من النباتات يتبع الفصيلة الهليونية من رتبة الهليونيات.